# Bitwa pod Łużkami
Bitwa pod Łużkami – część wielkiej bitwy nad Berezyną.  Walki polskich 155. i 28 pułku piechoty  z oddziałami sowieckiej 53 Dywizji Strzelców toczone w ramach polskiej kontrofensywy nad Berezyną w okresie wojny polsko-bolszewickiej.

## Przebieg działań

### Sytuacja ogólna
14 maja 1920 ruszyła sowiecka ofensywa wojsk Frontu Zachodniego Michaiła Tuchaczewskiego. 15 Armia Augusta Korka i Grupa Północna Jewgienija Siergiejewa uderzyły na pozycje oddziałów polskich 8 Dywizji Piechoty i 1 Dywizji Litewsko-Białoruskiej w ogólnym kierunku na Głębokie. Wykonująca uderzenie pomocnicze 16 Armia Nikołaja Sołłohuba zaatakowała oddziały 4 Armii gen. Stanisława Szeptyckiego i podjęła próbę sforsowania Berezyny pod Murawą i Żukowcem oraz pod Żarnówkami i Niehoniczami. 
Wobec skomplikowanej sytuacji operacyjnej, 23 maja rozpoczął się ogólny odwrót wojsk polskich w kierunku zachodnim.
Naczelne Dowództwo Wojska Polskiego postanowiło rozstrzygnąć sytuację nad Berezyną w sposób zaczepny. Dowodzenie przejął naczelny wódz marsz. Józef Piłsudski.
Wojska gen. Szeptyckiego szykowały się do natarcia.
1 czerwca ruszyła polska kontrofensywa Armii Rezerwowej oraz 1. i 4 Armii skierowana przeciw wojskom sowieckiego Frontu Zachodniego.

### Działania grupy płk. Stanisława Małachowskiego
Po odbiciu Szarkowszczyzny grupy płk. Małachowskiego otrzymała rozkaz opanowania Łużek i przepraw na Mniucie.
Do realizacji tego zadania dowódca grupy wyznaczył 155. i 28 pułki piechoty wzmocnione dwoma bateriami 10 pułku artylerii polowej.
O świcie 6 czerwca bataliony obu pułków ruszyły do działania.
Tabory pozostawiono w folwarku Aleksandrowo.
Pod wsią Paszki pododdziały 53 Dywizji Strzelców stawiały zacięty opór i dopiero groźba obejścia pozycji obronnych przez batalion 28 pp i batalion 157(?) pp zmusiła przeciwnika do odwrotu za Mniutę. 
Polacy ruszyli w pościg, aby nie pozwolić Sowietom na zorganizowanie obrony na linii rzeki. 
Rano 7 czerwca 10 kompania 28 pułku piechoty zdobyła podpalony już most na Mniucie, a 8 kompania sforsowała rzekę w bród. Pożar mostu ugaszono, umożliwiając przejazd własnej artylerii. Po krótkim oporze brygada 53 DS wycofała się na wschód. 
8 czerwca Sowieci bezskutecznie próbowali odzyskać Łużki.

## Bilans walk
Grupa pułkownika Stanisława Małachowskiego wykonała zadanie, zdobyła przeprawy na Mniucie i odrzuciła sowiecką brygadę na wschód. Straty polskie wyniosły około 50 poległych i rannych, straty 53 Dywizji Strzelców są nieznane.